# Copa Colsanitas 2007
Il Copa Colsanitas 2007, noto anche come Copa Colsanitas Santander 2007 per motivi di sponsorizzazione, è stato un torneo di tennis giocato sulla terra rossa.
È stata la 10ª edizione del Copa Colsanitas, che fa parte della categoria Tier III nell'ambito del WTA Tour 2007.
Si è giocato al Club Campestre El Rancho di Bogotà in Colombia, dal 19 al 25 febbraio 2007.

## Campionesse

### Singolare
Roberta Vinci ha battuto in finale  Tathiana Garbin con il punteggio di 6(5)–7, 6–4, 0–3 ret.

### Doppio
Lourdes Domínguez Lino /  Paola Suárez hanno battuto in finale  Flavia Pennetta /  Roberta Vinci con il punteggio di 1–6, 6–3, [11–9]